# Беффруа Экло
Беффруа Экло — башня, находится на центральной площади Экло, города в бельгийской провинции Восточная Фландрия. Беффруа примыкает к зданию городского совета. Вместе с другими бельгийскими и французскими беффруа, беффруа Экло внесена в список всемирного наследия ЮНЕСКО под номером ID 943—007.
До конца девятнадцатого века на месте беффруа находилась церковь, снесённая в 1878 году. В 1930--1932 годах здание городского совета было перестроено и тогда же, в память о жертвах первой мировой войны, была возведена и тридцатипятиметровая беффруа. Архитектор: Аманд Янссенс (нидерл. Amand Janssens).
Беффруа построена из кирпича и известняка. Нижняя часть беффруа возведена из известняка. Коробовую арку над дверью украшает поясок с изображением желудей. Название города Экло связывается со словом «дуб» и в гербе Экло изображены желуди. В верхней, кирпичной части беффруа в честь сорокалетия освобождения Экло в 1985 году был установлен карильон.